# Banco Andrade Arnaud
Banco Andrade Arnaud foi uma instituição financeira brasileira.
Foi fundado pela família Andrade Arnaud no início do século XX, tornando-se uma das maiores instituições de crédito do país na década de 1960, segundo o Jornal do Brasil. Posteriormente foi incorporado pelo Banco Halles.